# Mainart Ros
Mainart Ros o Maenard Ros (fl. XIII secolo) è stato un trovatore o forse joglar occitano attivo nella prima metà del XIII secolo della cui vita e provenienza non si sa nulla.
Per quanto concerne la sua opera, abbiamo un'unica tenzone composta insieme a Gui o Guionet
Tenso con Guionet
            [Guionet]

            En Maenart Ros, a saubuda

            sai dos cavalers preisanz

            don largeza no.s remuda,

            mas l'us a terra doz tanz

            ez es se[ne]s raubar garniz,

            l'autre es per raubaria aiziz:

            chausez al qal fai grazir mais.

            [Mainart]

            Mester vos aura aiuda,

            Guionet, al meu senblanç:

            ço es paraula saubuda

            qe.l graz val mais e.l talanz

            d'aqel qe.n es endeptadiz

            [q]e [de] cel cui o tol faidiz,

            don a soven paor e fais.

            [...]